# 恋はドロップキック!
『恋はドロップキック！～覆面検事～』(こいはドロップキック！～ふくめんけんじ～、原題：복면검사)は、韓国のテレビドラマ。

## 概要
2015年のKBS 2TV・水木ドラマとして制作されたプロレスを題材にしたラブコメディドラマ。2015年05月18日に汝矣島(ヨイド)63コンベンションセンターで制作発表された。20日に放送開始。
プロレスを題材にするものの、韓国での認知度が低いためプロレスの試合そのものはほとんど出てこず、変身ヒーローものの要素が強い。

## ストーリー
高校生だったハ・デチョルは、同い年の女子高生ユ・ミニに一目惚れ。彼女の伯父が経営するプロレス道場へ通い始める。勉強嫌いだったデチョルだが、ミニから「検事になったら交際を考える」といわれたため、なんらかの理由で復讐に燃える「父」と名乗る人物の指導を受け、見事検事となる。しかし裏ではプロレスの猛特訓を受け、覆面レスラーとして法ではさばけない悪人を退治するというもうひとつの活動も行っていた。一方、刑事となりある事件を追いかけるミニはたびたび身の危険にさらされる。そのたびに目の前には覆面男が現れ、彼女の危機一髪を回避し続けていた。
覆面男を巡る不思議な恋物語を主軸に、様々な事件や過去が絡んでいくサスペンスの要素も含まれる。

## 登場人物
ハ・デチョル
演 - チュ・サンウク（学生時代：ノ・ハンヨク）
南部地検検事。俗物検事だが、夜は覆面で正体を隠し「父」の復讐を胸に秘め、悪を懲らしめる。性格は図々しい。覆面姿時にドロップキックを使用していたことから変身後は『ドロップキック』の名で呼ばれる。
基本的には番組オリジナルの黒地のマスクを着用するが、場面によってはドスカラス、ドクトル・ワグナーJr.のマスクを着用する。
ユ・ミニ
演 - キム・ソナ（学生時代：チュ・ダヨン）
江南警察署強行犯係1班班長。人一倍の熱血刑事。正義が本能。なぜか助けられ続けている覆面男が気になり始める。
カン・ヒョヌン
演 - オム・ギジュン
デチョルの異母兄弟。エリート地検検事にしてYK電子会長の一人息子。ミニは初恋の女性。
チョ・サンテク
演 - チョン・グァンリョル
表向きは両替業者。裏の顔は違法ネット賭博業者。元刑事。
ソ・リナ
演 - ファン・ソニ
法務大臣の娘。デチョルが覆面男だと気づき、想いを寄せる。

## スタッフ
- 演出：チョン・サン、キム・ヨンス
- 脚本：チェ・ジンウォン
- 制作：キム・ジョンハク　プロダクション
- 制作著作：KBS